# C'est arrivé à Naples
Pour plus de détails, voir Fiche technique et Distribution.
C’est arrivé à Naples (anglais : It Started in Naples, italien : La baia di Napoli) est une comédie romantique italo-américaine réalisée par Melville Shavelson, sortie en 1960.

## Synopsis
Michael Hamilton (Clark Gable), un avocat de Philadelphie, arrive à Naples quelques jours avant son mariage pour régler la succession de son frère Joseph avec un juriste italien Vitalli (Vittorio De Sica). À Naples, Michael découvre que son frère a un fils de neuf ans, Nando, qui est élevé par sa tante maternelle Lucia (Sophia Loren), une chanteuse de cabaret. Joseph n’a pas épousé la mère de Nando mais ils se sont tous les deux noyés lors d’un accident de bateau. La femme légitime de Joseph qu’il a quittée en 1950 vit à Philadelphie. Après avoir vu Nando distribuer des photos légères de Lucia, Michael veut inscrire son neveu à l’école américaine de Rome mais Lucia gagne la garde de l’enfant. Malgré une différence d’âge, une romance éclot entre Michael et Lucia et il décide de rester en Italie.

## Fiche technique
- Titre : C’est arrivé à Naples
- Titre original : It Started in Naples
- Réalisation : Melville Shavelson
- Scénario : Suso Cecchi D'Amico (scénario) d'après une histoire de Michael Pertwee et Jack Davies
- Société de production : Jack Rose
- Distribution : Paramount Pictures
- Photographie : Robert Surtees
- Direction artistique : Roland Anderson et Hal Pereira
- Costumes : Orietta Nasalli-Rocca
- Montage : Frank Bracht
- Musique : Carlo Savina
- Pays de production :  États-Unis -  Italie
- Langue originale : anglais américain
- Format : couleur Vistavision
- Genre : Comédie romantique
- Durée : 100 minutes
- Dates de sortie : 
  - États-Unis : 7 août 1960
  - France : 5 octobre 1960
  - Italie : 26 janvier 1961

## Distribution
- Clark Gable (V.F. : Robert Dalban) : Michael Hamilton
- Sophia Loren (V.F. : Anne Caprile) : Lucia Curcio
- Vittorio De Sica (V.F. : Georges Hubert) : Mario Vitale
- Marietto (V.F. : Marie-Jeanne Gardien) : Nando Hamilton
- Paolo Carlini : Renzo
- Giovanni Filidoro : Gennariello
- Claudio Ermelli : Luigi
- Bob Cunningham : Don Mc Guire - Train Passenger
- Marco Tulli :
- Carlo Rizzo :
- Yvonne Monlaur :